# O.R.S.
O.R.S – pierwszy album studyjny polskiego rapera Grubsona. Wydawnictwo ukazało się 19 sierpnia 2009 roku nakładem wytwórni muzycznej MaxFloRec.
Płyta dotarła do 37. miejsca listy OLiS w Polsce i uzyskała certyfikat diamentowej.

## Lista utworów
Opracowano na podstawie materiału źródłowego.
1. "O.R.S. – Początek" (produkcja: Grubson, scratche: DJ Twister) - 02:24
2. "Nowa fala" (produkcja: Di.N.O.) - 04:13
3. "Spiesz się powoli" (produkcja: Grubson) - 04:46
4. "Nie-Ma-Nic" (produkcja: Seba) - 04:25[A]
5. "Na szczycie" (produkcja: Grubson, scratche DJ Bambus) - 04:06[B]
6. "One" (produkcja: Grubson, scratche: DJ Twister, gościnnie: Emilia) - 03:43
7. "NieNieNie" (produkcja: Grubson) - 04:41
8. "Moc" (produkcja: Di.N.O., gościnnie: Donguralesko) - 02:44
9. "Siebie mi daj" (produkcja: Grubson) - 03:34
10. "Ruffneck" (produkcja: Grubson, scratche: Żustoprocent) - 03:32[C]
11. "Kiedy byłem - Skit" (produkcja: Mista Pita) - 01:41
12. "Biba" (produkcja: Di.N.O.) - 03:24
13. "Przestań się bać" (produkcja: Grubson, scratche: DJ Feel-X) - 04:14
14. "Bo to Polska" (produkcja: Grubson, scratche: DJ Twister, gościnnie: Metrowy) - 04:05
15. "NieMaToJak" (produkcja: Grubson, scratche: DJ Feel-X) - 03:45
16. "Jak wczoraj" (produkcja, scratche: Grubson)- 02:59
17. "Koniec" (produkcja: Grubson, scratche: DJ Feel-X) - 04:42
18. "Nowa Fala Remix" (produkcja: Di.N.O., scratche: DJ Feel-X, gościnnie: Bu, Cheeba, Grizzlee, Jahdeck, Junior Stress, MadMajk, Majkel, Mass Cypher, Metrowy, Skorup, Wini) - 11:18

Notatki
- A^ Z wykorzystaniem sampli pochodzących z piosenki "Koncert na dwa świerszcze" w wykonaniu Magdy Umer[5].
- B^ Z wykorzystaniem sampli pochodzących z piosenki "Impeach the President" w wykonaniu The Honey Drippers[6].
- C^ Z wykorzystaniem sampli pochodzących z piosenki "The Look of Love" w wykonaniu Isaaca Hayesa[7].